# Violences sexuelles chez les influenceurs
 (septembre 2023).
Les violences sexuelles chez les influenceurs sont une série de violences sexuelles rendues publiques sur Internet depuis 2018, notamment via le réseau social Twitter. Ces violences sont majoritairement en lien avec des vidéastes de la plateforme YouTube (des « youtubeurs »), tels que DirtyBiology ou encore Norman Thavaud.

## Historique
Le hashtag #BalanceTonYoutubeur est une reprise du hashtag #BalanceTonPorc. Ce hashtag est popularisé en 2018 après un tweet de Squeezie déclarant : « Les YouTubers (y compris ceux qui crient sur tous les toits qu’ils sont féministes) qui profitent de la vulnérabilité psychologique de jeunes abonnées pour obtenir des rapports sexuels on vous voit. La vérité finit toujours par éclater »[réf. nécessaire]. À la suite de ce tweet, de nombreuses personnes déclarent avoir subi des violences sexuelles par des youtubeurs. 
En 2018, le youtubeur Wass Freestyle est accusé d'avoir des conversations insistantes avec de jeunes abonnées. 
En juin 2020, Baptiste Mortier-Dumont (alias ExperimentBoy) est accusé de corruption de mineur et sous le coup d'une enquête du parquet de Lyon[réf. nécessaire]. 
En juillet 2020, le vidéaste de 33 ans TheKairi78 assume une relation amoureuse avec une jeune fille de 16 ans.
En novembre 2022, Léo Grasset (alias DirtyBiology) est accusé de viol par une étudiante en journalisme. Une enquête est ouverte à ce sujet et Léo Grasset est entendu. D'autres femmes l'accusent de violences psychologiques.
Dans une vidéo publiée en décembre 2022, Le Roi des Rats donne la parole à plusieurs femmes qui déclarent avoir subi des violences sexuelles de la part de Norman Thavaud. Il est placé en garde à vue le 5 décembre 2022. En 2020, des premiers témoignages avaient été faits par une jeune abonnée (Maggie Desmarais) pour des faits qui remonteraient à 2018 ; elle accuse le vidéaste-comédien de lui avoir demandé des photos dénudées. Au total, ce sont 6 plaintes qui seront déposées contre Norman Thavaud.

### Conséquences
À la suite de différentes déclarations, plusieurs enquêtes sont ouvertes, notamment concernant Norman Thavaud, Victor Bonnefoy (alias InThePanda),, Baptiste Mortier-Dumont (alias ExperimentBoy) et Léo Grasset (alias DirtyBiology).